# DS80C390
A DS80C390 egy 8 bites mikrovezérlő, amelynek architektúrája Intel 8051 processzor-sorozat architektúrájának kompatibilis továbbfejlesztése. Az újratervezett processzormag háromszor gyorsabban végzi a 8051-es utasításokat, mint az eredeti, ugyanazon órajelen. A Dallas Semiconductor mutatta be kb. 1999-ben (a cég jelenleg a Maxim Integrated Products része). A processzor huszonkét bitre növelt kódmemória címmezőt kapott (azaz 4 MiB memóriát címezhet), szemben az eredeti 8051 processzor 16 bites címmezőjével. Tartalmaz két Controller Area Network (CAN) vezérlőt és egy 16 és 32 bites egész értékekkel dolgozó (fixpontos, integer) koprocesszort. A nyílt forrású Small Device C Compiler (SDCC) fordítóprogram támogatja a processzort. A Tiny Internet Interface (TINI) processzor modul kezdeti változatában alkalmazták, amíg azt fel nem váltotta a DS80C400, egy Ethernet portot is tartalmazó vezérlő.

## Jellemzők
A processzor hardveresen a 80C32 mikrovezérlővel, utasításkészlete a 8051-es utasításkészletével kompatibilis. Négy 8 bites ki-/bemeneti portot, három 16 bites időzítő-számlálót és 256 bájt belső gyorsmemóriát (scratchpad RAM) tartalmaz.
Sebességét különféle technikákkal növelték: a gépi ciklus 4 órajelütemre csökkent, maximális órajele 40 MHz, amelyet a belső frekvenciaszorzó 100 MHz-es effektív órajelre növel. Vannak egyciklusos utasításai, amelyek végrehajtási ideje 100 ns. A koprocesszor szintén gyorsítja a működést.
Belső memóriája 4 KiB, ez program, adat és verem céljaira használható. A külső memória 4 MiB-ig címezhető. 22 bites program- és adatszámlálóval rendelkezik. Címzési módjai: 16 bites, 22 bites lapozott és 22 bites folytonos. A felhasználó választhat multiplexelt és nem-multiplexelt memóriahozzáférés között.

## Fordítás
Ez a szócikk részben vagy egészben  a   DS80C390 című angol Wikipédia-szócikk ezen változatának fordításán alapul.  Az eredeti cikk szerkesztőit annak laptörténete sorolja fel. Ez a jelzés csupán a megfogalmazás eredetét és a szerzői jogokat jelzi, nem szolgál a cikkben szereplő információk forrásmegjelöléseként.